# طواف بروفانس 2024
طواف بروفانس 2024 (بالفرنسية: Tour de La Provence 2024)‏ هو سباق دراجات هوائية من فئة  2.1، وهو الموسم الثامن من طواف بروفانس، وأقيم خلال الفترة من 8 فبراير 2024، وحتى 11 فبراير 2024.
فاز بالمركز الأول وفي ترتيب النقاط مادس بيدرسن، وفاز بالمركز الثاني Axel Zingle ‏، وفاز بالمركز الثالث Raúl García Pierna ‏، وفاز في ترتيب النقاط للشباب Pierre Gautherat ‏، وفاز في تصنيف الجبال Kévin Avoine ‏، وفاز في ترتيب الفرق ديكاتلون لا مونديال 2024 ‏.

## الفرق
| فرق عالمية (5)- Arkéa-B&B Hotels - Cofidis - Decathlon-AG2R La Mondiale - Groupama-FDJ - Lidl-Trek فرق برو (4)- بنجوال باوليز ساوكس دبليو بي ‏ - Israel-Premier Tech - Team Solution Tech–Vini Fantini ‏ - TotalEnergies فرق قارية (8)- XDS Astana Development Team ‏ - بلترامي تي إس أيه–مارشيول ‏ - CIC U Nantes Atlantique ‏ - Nice Métropole Côte d'Azur ‏ - Philippe Wagner–Bazin ‏ - Project Echelon Racing ‏ - إتش بي بي تي بي – أوبير 93 ‏ - Van Rysel–Roubaix ‏ |  |
| |  |

## المراحل
| قائمة المراحل | قائمة المراحل | قائمة المراحل            | قائمة المراحل   | قائمة المراحل | قائمة المراحل | قائمة المراحل   | قائمة المراحل |
| المرحلة       | التاريخ       | الدورة                   |                 | المسافة (كم)  | الارتفاع      | الفائز بالمرحلة | القائد العام  |
| ------------- | ------------- | ------------------------ | --------------- | ------------- | ------------- | --------------- | ------------- |
| المقدمة       | 8 فبراير      | مارسيليا – مارسيليا      | مرحلة سباق زمني | 5             | 20 م          | مادس بيدرسن     | مادس بيدرسن   |
| المرحلة 1     | 9 فبراير      | آكس أون بروفانس – مارتيج | مرحلة مستوية    | 157٫2         | 1٬440 م       | مادس بيدرسن     | مادس بيدرسن   |
| المرحلة 2     | 10 فبراير     | فوركالكوير – مانوسك      | مرحلة التلال    | 165           | 2٬411 م       | مادس بيدرسن     | مادس بيدرسن   |
| المرحلة 3     | 11 فبراير     | Rognac ‏ – آرل            | مرحلة مستوية    | 183٫2         | 606 م         | توم فان أسبروك  | مادس بيدرسن   |

## النتيجة

### مرحلة 0
هي مرحلة أقيمت في 8 فبراير 2024، وامتدّت لمسافة 5 كيلومتر. فاز بالمركز الأول، وتصدر ترتيب النقاط والترتيب العام في نهاية المرحلة مادس بيدرسن، وتصدر ترتيب النقاط للشباب Jakob Söderqvist ‏، وتصدر ترتيب الفرق 2024 Lidl–Trek (men's team) season ‏.
| التصنيف العام         | التصنيف العام            | التصنيف العام               | التصنيف العام | التصنيف العام |
| العداء                | العداء                   | الفريق                      | الوقت         |               |
| --------------------- | ------------------------ | --------------------------- | ------------- | ------------- |
| 1                     | مادس بيدرسن              | Lidl-Trek                   | 5 د 20 ث      |               |
| 2                     | Jakob Söderqvist ‏        | Lidl-Trek                   | + 6 ث         |               |
| 3                     | Samuel Watson (cyclist) ‏ | Groupama-FDJ                | + 10 ث        |               |
| 4                     | برونو أرميريل            | Decathlon-AG2R La Mondiale  | + 11 ث        |               |
| 5                     | جيريمي كابوت             | إتش بي بي تي بي – أوبير 93 ‏ | + 12 ث        |               |
| 6                     | دامين توزي               | Decathlon-AG2R La Mondiale  | + 12 ث        |               |
| 7                     | سام بينيت                | Decathlon-AG2R La Mondiale  | + 12 ث        |               |
| 8                     | اليكس كيرش               | Lidl-Trek                   | + 12 ث        |               |
| 9                     | Ewen Costiou ‏            | Arkéa-B&B Hotels            | + 13 ث        |               |
| 10                    | Dorian Godon ‏            | Decathlon-AG2R La Mondiale  | + 14 ث        |               |
|                       |                          |                             |               |               |
| مصدر: ProCyclingStats |                          |                             |               |               |

### مرحلة 1
هي مرحلة مستوية، أقيمت في 9 فبراير 2024، وامتدّت لمسافة 157.20 كيلومتر. فاز بالمركز الأول، وتصدر ترتيب النقاط والترتيب العام في نهاية المرحلة مادس بيدرسن، وتصدر ترتيب التسلق Kévin Avoine ‏، وتصدر ترتيب الفرق 2024 Lidl–Trek (men's team) season ‏، وتصدر ترتيب النقاط للشباب Jakob Söderqvist ‏.
| التصنيف العام         | التصنيف العام            | التصنيف العام               | التصنيف العام | التصنيف العام |
| العداء                | العداء                   | الفريق                      | الوقت         |               |
| --------------------- | ------------------------ | --------------------------- | ------------- | ------------- |
| 1                     | مادس بيدرسن              | Lidl-Trek                   | 3 س 37 د 54 ث |               |
| 2                     | Jakob Söderqvist ‏        | Lidl-Trek                   | + 6 ث         |               |
| 3                     | Samuel Watson (cyclist) ‏ | Groupama-FDJ                | + 11 ث        |               |
| 4                     | برونو أرميريل            | Decathlon-AG2R La Mondiale  | + 11 ث        |               |
| 5                     | Riley Sheehan ‏           | Israel-Premier Tech         | + 12 ث        |               |
| 6                     | جيريمي كابوت             | إتش بي بي تي بي – أوبير 93 ‏ | + 12 ث        |               |
| 7                     | دامين توزي               | Decathlon-AG2R La Mondiale  | + 12 ث        |               |
| 8                     | سام بينيت                | Decathlon-AG2R La Mondiale  | + 12 ث        |               |
| 9                     | اليكس كيرش               | Lidl-Trek                   | + 13 ث        |               |
| 10                    | Raúl García Pierna ‏      | Arkéa-B&B Hotels            | + 13 ث        |               |
|                       |                          |                             |               |               |
| مصدر: ProCyclingStats |                          |                             |               |               |

### مرحلة 2
هي مرحلة جبلية، أقيمت في 10 فبراير 2024، وامتدّت لمسافة 165.00 كيلومتر. فاز بالمركز الأول، وتصدر ترتيب النقاط والترتيب العام في نهاية المرحلة مادس بيدرسن، وتصدر ترتيب التسلق Marco Frigo ‏، وتصدر ترتيب الفرق 2024 Arkéa–B&B Hotels (men's team) season ‏، وتصدر ترتيب النقاط للشباب Ewen Costiou ‏.
| التصنيف العام         | التصنيف العام        | التصنيف العام              | التصنيف العام | التصنيف العام |
| العداء                | العداء               | الفريق                     | الوقت         |               |
| --------------------- | -------------------- | -------------------------- | ------------- | ------------- |
| 1                     | مادس بيدرسن          | Lidl-Trek                  | 7 س 42 د 02 ث |               |
| 2                     | برونو أرميريل        | Decathlon-AG2R La Mondiale | + 24 ث        |               |
| 3                     | Ewen Costiou ‏        | Arkéa-B&B Hotels           | + 24 ث        |               |
| 4                     | Riley Sheehan ‏       | Israel-Premier Tech        | + 25 ث        |               |
| 5                     | Raúl García Pierna ‏  | Arkéa-B&B Hotels           | + 26 ث        |               |
| 6                     | Axel Zingle ‏         | Cofidis                    | + 30 ث        |               |
| 7                     | Clément Champoussin ‏ | Arkéa-B&B Hotels           | + 32 ث        |               |
| 8                     | Lorenzo Germani ‏     | Groupama-FDJ               | + 34 ث        |               |
| 9                     | Tyler Stites ‏        | Project Echelon Racing ‏    | + 35 ث        |               |
| 10                    | Marco Frigo ‏         | Israel-Premier Tech        | + 38 ث        |               |
|                       |                      |                            |               |               |
| مصدر: ProCyclingStats |                      |                            |               |               |

### مرحلة 3
هي مرحلة مستوية، أقيمت في 11 فبراير 2024، وامتدّت لمسافة 183.20 كيلومتر. فاز بالمركز الأول توم فان أسبروك، وتصدر ترتيب النقاط للشباب Pierre Gautherat ‏، وتصدر ترتيب التسلق Kévin Avoine ‏، وتصدر ترتيب الفرق ديكاتلون لا مونديال 2024 ‏، وتصدر الترتيب العام في نهاية المرحلة وترتيب النقاط مادس بيدرسن.

## المشاركون
| Decathlon-AG2R La Mondiale DAT | Decathlon-AG2R La Mondiale DAT | Decathlon-AG2R La Mondiale DAT |
| ------------------------------ | ------------------------------ | ------------------------------ |
| م                              | عداء                           | مرتبة                          |
| 1                              | سام بينيت                      | 9                              |
| 2                              | برونو أرميريل                  | لم يبدأ-3                      |
| 3                              | Nans Peters ‏                   | 20                             |
| 4                              | Dorian Godon ‏                  | 19                             |
| 5                              | Pierre Gautherat ‏              | 6                              |
| 6                              | Larry Warbasse ‏                | 18                             |
| 7                              | دامين توزي                     | 4                              |

| Cofidis COF | Cofidis COF              | Cofidis COF      |
| ----------- | ------------------------ | ---------------- |
| م           | عداء                     | مرتبة            |
| 11          | Axel Zingle ‏             | 2                |
| 12          | توماس شامبيون            | 32               |
| 13          | Christophe Noppe ‏        | 28               |
| 14          | Oliver Knight (cyclist) ‏ | لم يكمل السباق-1 |
| 15          | ألكسيس غوجيراد           | 7                |
| 16          | Harrison Wood ‏           | لم يبدأ-0        |
| 17          | Ludovic Robeet ‏          | لم يكمل السباق-3 |

| Groupama-FDJ GFC | Groupama-FDJ GFC         | Groupama-FDJ GFC |
| ---------------- | ------------------------ | ---------------- |
| م                | عداء                     | مرتبة            |
| 21               | Sven Erik Bystrøm ‏       | 16               |
| 22               | Rémy Rochas ‏             | لم يكمل السباق-3 |
| 23               | Samuel Watson (cyclist) ‏ | 10               |
| 24               | Lorenzo Germani ‏         | 14               |
| 25               | Eddy Le Huitouze ‏        | 29               |
| 26               | Matt Walls ‏              | 58               |
| 27               | لارس فان دن بيرغ ‏        | 22               |

| بنجوال باوليز ساوكس دبليو بي ‏ BWB | بنجوال باوليز ساوكس دبليو بي ‏ BWB | بنجوال باوليز ساوكس دبليو بي ‏ BWB |
| --------------------------------- | --------------------------------- | --------------------------------- |
| م                                 | عداء                              | مرتبة                             |
| 31                                | Nathan Vandepitte ‏                | لم يكمل السباق-3                  |
| 32                                | Alexander Salby ‏                  | 50                                |
| 33                                | Jelle Vermoote ‏                   | لم يكمل السباق-3                  |
| 34                                | Sébastien van Poppel‏              | لم يكمل السباق-1                  |
| 35                                | Tom Portsmouth ‏                   | 62                                |
| 36                                | Thibaut Bernard ‏                  | 37                                |
| 37                                | Luca De Meester ‏                  | لم يكمل السباق-3                  |

| CIC U Nantes Atlantique ‏ UCN | CIC U Nantes Atlantique ‏ UCN | CIC U Nantes Atlantique ‏ UCN |
| ---------------------------- | ---------------------------- | ---------------------------- |
| م                            | عداء                         | مرتبة                        |
| 41                           | Artus Jaladeau ‏              | لم يكمل السباق-2             |
| 42                           | Enzo Boulet ‏                 | لم يبدأ-3                    |
| 43                           | Enzo Briand ‏                 | لم يكمل السباق-3             |
| 44                           | Antoine Hue ‏                 | لم يكمل السباق-2             |
| 45                           | FRA                          | 31                           |
| 46                           | Robin Plamondon ‏             | 34                           |
| 47                           | Jon Rye-Johnsen ‏             | 51                           |

| Arkéa-B&B Hotels ARK | Arkéa-B&B Hotels ARK | Arkéa-B&B Hotels ARK |
| -------------------- | -------------------- | -------------------- |
| م                    | عداء                 | مرتبة                |
| 51                   | Clément Champoussin ‏ | 13                   |
| 52                   | Ewen Costiou ‏        | 12                   |
| 53                   | دايفيد ديكر          | لم يكمل السباق-3     |
| 54                   | Raúl García Pierna ‏  | 3                    |
| 55                   | Giosuè Epis ‏         | 47                   |
| 56                   | Baptiste Gillet ‏     | لم يكمل السباق-3     |
| 57                   | Łukasz Owsian ‏       | 25                   |

| TotalEnergies TEN | TotalEnergies TEN | TotalEnergies TEN |
| ----------------- | ----------------- | ----------------- |
| م                 | عداء              | مرتبة             |
| 61                | Sandy Dujardin ‏   | 17                |
| 62                | Valentin Ferron ‏  | لم يكمل السباق-2  |
| 63                | توماس بونيت       | لم يكمل السباق-2  |
| 64                | Alan Jousseaume ‏  | لم يكمل السباق-3  |
| 65                | Lucas Boniface ‏   | 59                |
| 66                | Fabien Grellier ‏  | 42                |
| 67                | Mattéo Vercher ‏   | 52                |

| Van Rysel–Roubaix ‏ VRR | Van Rysel–Roubaix ‏ VRR | Van Rysel–Roubaix ‏ VRR |
| ---------------------- | ---------------------- | ---------------------- |
| م                      | عداء                   | مرتبة                  |
| 71                     | Jérémy Leveau ‏         | لم يكمل السباق-3       |
| 72                     | ايمانويل مورين         | 30                     |
| 73                     | صموئيل لورو ‏           | لم يكمل السباق-1       |
| 74                     | Célestin Guillon ‏      | 24                     |
| 75                     | كيني مولي              | 21                     |
| 76                     | Kévin Avoine ‏          | 27                     |

| إتش بي بي تي بي – أوبير 93 ‏ AUB | إتش بي بي تي بي – أوبير 93 ‏ AUB | إتش بي بي تي بي – أوبير 93 ‏ AUB |
| ------------------------------- | ------------------------------- | ------------------------------- |
| م                               | عداء                            | مرتبة                           |
| 81                              | جيريمي كابوت                    | لم يكمل السباق-3                |
| 82                              | Jérémy Lecroq ‏                  | 35                              |
| 83                              | Joris Delbove ‏                  | 43                              |
| 84                              | Alexandre Delettre ‏             | 23                              |
| 85                              | Nicolas Breuillard ‏             | لم يبدأ-3                       |
| 86                              | Lucas Beneteau ‏                 | لم يبدأ-3                       |
| 87                              | Romain Cardis ‏                  | لم يكمل السباق-3                |

| Nice Métropole Côte d'Azur ‏ NMC | Nice Métropole Côte d'Azur ‏ NMC | Nice Métropole Côte d'Azur ‏ NMC |
| ------------------------------- | ------------------------------- | ------------------------------- |
| م                               | عداء                            | مرتبة                           |
| 91                              | Jonathan Couanon ‏               | لم يكمل السباق-2                |
| 92                              | Paul Hennequin ‏                 | 38                              |
| 93                              | Alexandre Léonien ‏              | 68                              |
| 94                              | Melvin Crommelinck ‏             | 64                              |
| 95                              | Axel Narbonne-Zuccarelli ‏       | لم يبدأ-3                       |
| 96                              | Alexander Konijn ‏               | 49                              |

| Philippe Wagner–Bazin ‏ PWB | Philippe Wagner–Bazin ‏ PWB | Philippe Wagner–Bazin ‏ PWB |
| -------------------------- | -------------------------- | -------------------------- |
| م                          | عداء                       | مرتبة                      |
| 101                        | بيير باربييه               | لم يكمل السباق-2           |
| 102                        | رودي باربير                | لم يكمل السباق-2           |
| 103                        | Quentin Bezza ‏             | لم يبدأ-3                  |
| 104                        | Jens Vandenbogaerde ‏       | لم يكمل السباق-1           |
| 106                        | ألكسيس غيران               | 44                         |
| 107                        | Kasper Saver ‏              | 39                         |

| Lidl-Trek LTK | Lidl-Trek LTK                  | Lidl-Trek LTK    |
| ------------- | ------------------------------ | ---------------- |
| م             | عداء                           | مرتبة            |
| 111           | مادس بيدرسن                    | 1                |
| 112           | اليكس كيرش (طريق و زمني فردي)  | 5                |
| 113           | جوليان برنارد                  | لم يكمل السباق-3 |
| 114           | Jakob Söderqvist ‏              | 8                |
| 115           | Tim Declercq ‏                  | 40               |
| 116           | ريان جيبونز (طريق و زمني فردي) | لم يبدأ-3        |
| 117           | Otto Vergaerde ‏                | 41               |

| Israel-Premier Tech IPT | Israel-Premier Tech IPT | Israel-Premier Tech IPT |
| ----------------------- | ----------------------- | ----------------------- |
| م                       | عداء                    | مرتبة                   |
| 121                     | توم فان أسبروك          | 11                      |
| 122                     | هوغو هوفستيتر           | 36                      |
| 123                     | Riley Sheehan ‏          | لم يبدأ-3               |
| 124                     | Marco Frigo ‏            | لم يبدأ-3               |
| 125                     | Riley Pickrell ‏         | لم يبدأ-3               |
| 126                     | Nadav Raisberg ‏         | 60                      |
| 127                     | Mason Hollyman ‏         | 53                      |

| Team Solution Tech–Vini Fantini ‏ COR | Team Solution Tech–Vini Fantini ‏ COR | Team Solution Tech–Vini Fantini ‏ COR |
| ------------------------------------ | ------------------------------------ | ------------------------------------ |
| م                                    | عداء                                 | مرتبة                                |
| 131                                  | Andrii Ponomar ‏                      | لم يكمل السباق-1                     |
| 132                                  | Antoine Debons ‏                      | لم يكمل السباق-3                     |
| 133                                  | Valentin Darbellay ‏                  | لم يبدأ-3                            |
| 134                                  | Matteo Amella ‏                       | لم يكمل السباق-3                     |
| 135                                  | Jan Stöckli ‏                         | لم يبدأ-3                            |
| 136                                  | Alessandro Iacchi ‏                   | 33                                   |
| 137                                  | Etienne van Empel ‏                   | 26                                   |

| Project Echelon Racing ‏ PEC | Project Echelon Racing ‏ PEC | Project Echelon Racing ‏ PEC |
| --------------------------- | --------------------------- | --------------------------- |
| م                           | عداء                        | مرتبة                       |
| 141                         | Tyler Stites ‏               | 15                          |
| 142                         | Brendan Rhim ‏               | 65                          |
| 143                         | Hugo Scala ‏                 | 48                          |
| 144                         | Richard Arnopol‏             | لم يبدأ-2                   |
| 145                         | Sam Boardman ‏               | 63                          |
| 146                         | سكوت ماكجيل ‏                | لم يكمل السباق-3            |
| 147                         | Cade Bickmore ‏              | 55                          |

| XDS Astana Development Team ‏ AQD | XDS Astana Development Team ‏ AQD | XDS Astana Development Team ‏ AQD |
| -------------------------------- | -------------------------------- | -------------------------------- |
| م                                | عداء                             | مرتبة                            |
| 151                              | Simone Zanini‏                    | 56                               |
| 152                              | Nil Aguilera ‏                    | 67                               |
| 153                              | Jonas Reibsch‏                    | لم يبدأ-3                        |
| 154                              | Andrey Remkhe ‏                   | 45                               |
| 155                              | Rudolf Remkhi ‏                   | 54                               |
| 156                              | Ilkhan Dostiyev ‏                 | 61                               |

| بلترامي تي إس أيه–مارشيول ‏ BTC | بلترامي تي إس أيه–مارشيول ‏ BTC | بلترامي تي إس أيه–مارشيول ‏ BTC |
| ------------------------------ | ------------------------------ | ------------------------------ |
| م                              | عداء                           | مرتبة                          |
| 161                            | Alex Raimondi‏                  | لم يكمل السباق-2               |
| 162                            | Andrea Biancalani‏              | 57                             |
| 163                            | Gabriel Fede‏                   | لم يكمل السباق-3               |
| 164                            | Simone Impellizzeri‏            | لم يكمل السباق-3               |
| 165                            | Nicola Rossi‏                   | لم يكمل السباق-3               |
| 166                            | Michael Vanni‏                  | لم يكمل السباق-2               |
| 167                            | Edoardo Burani‏                 | 66                             |

| Decathlon-AG2R La Mondiale DAT | Decathlon-AG2R La Mondiale DAT | Decathlon-AG2R La Mondiale DAT |
| ------------------------------ | ------------------------------ | ------------------------------ |
| م                              | عداء                           | مرتبة                          |
| 1                              | سام بينيت                      | 9                              |
| 2                              | برونو أرميريل                  | لم يبدأ-3                      |
| 3                              | Nans Peters ‏                   | 20                             |
| 4                              | Dorian Godon ‏                  | 19                             |
| 5                              | Pierre Gautherat ‏              | 6                              |
| 6                              | Larry Warbasse ‏                | 18                             |
| 7                              | دامين توزي                     | 4                              |

| Cofidis COF | Cofidis COF              | Cofidis COF      |
| ----------- | ------------------------ | ---------------- |
| م           | عداء                     | مرتبة            |
| 11          | Axel Zingle ‏             | 2                |
| 12          | توماس شامبيون            | 32               |
| 13          | Christophe Noppe ‏        | 28               |
| 14          | Oliver Knight (cyclist) ‏ | لم يكمل السباق-1 |
| 15          | ألكسيس غوجيراد           | 7                |
| 16          | Harrison Wood ‏           | لم يبدأ-0        |
| 17          | Ludovic Robeet ‏          | لم يكمل السباق-3 |

| Groupama-FDJ GFC | Groupama-FDJ GFC         | Groupama-FDJ GFC |
| ---------------- | ------------------------ | ---------------- |
| م                | عداء                     | مرتبة            |
| 21               | Sven Erik Bystrøm ‏       | 16               |
| 22               | Rémy Rochas ‏             | لم يكمل السباق-3 |
| 23               | Samuel Watson (cyclist) ‏ | 10               |
| 24               | Lorenzo Germani ‏         | 14               |
| 25               | Eddy Le Huitouze ‏        | 29               |
| 26               | Matt Walls ‏              | 58               |
| 27               | لارس فان دن بيرغ ‏        | 22               |

| بنجوال باوليز ساوكس دبليو بي ‏ BWB | بنجوال باوليز ساوكس دبليو بي ‏ BWB | بنجوال باوليز ساوكس دبليو بي ‏ BWB |
| --------------------------------- | --------------------------------- | --------------------------------- |
| م                                 | عداء                              | مرتبة                             |
| 31                                | Nathan Vandepitte ‏                | لم يكمل السباق-3                  |
| 32                                | Alexander Salby ‏                  | 50                                |
| 33                                | Jelle Vermoote ‏                   | لم يكمل السباق-3                  |
| 34                                | Sébastien van Poppel‏              | لم يكمل السباق-1                  |
| 35                                | Tom Portsmouth ‏                   | 62                                |
| 36                                | Thibaut Bernard ‏                  | 37                                |
| 37                                | Luca De Meester ‏                  | لم يكمل السباق-3                  |

| CIC U Nantes Atlantique ‏ UCN | CIC U Nantes Atlantique ‏ UCN | CIC U Nantes Atlantique ‏ UCN |
| ---------------------------- | ---------------------------- | ---------------------------- |
| م                            | عداء                         | مرتبة                        |
| 41                           | Artus Jaladeau ‏              | لم يكمل السباق-2             |
| 42                           | Enzo Boulet ‏                 | لم يبدأ-3                    |
| 43                           | Enzo Briand ‏                 | لم يكمل السباق-3             |
| 44                           | Antoine Hue ‏                 | لم يكمل السباق-2             |
| 45                           | FRA                          | 31                           |
| 46                           | Robin Plamondon ‏             | 34                           |
| 47                           | Jon Rye-Johnsen ‏             | 51                           |

| Arkéa-B&B Hotels ARK | Arkéa-B&B Hotels ARK | Arkéa-B&B Hotels ARK |
| -------------------- | -------------------- | -------------------- |
| م                    | عداء                 | مرتبة                |
| 51                   | Clément Champoussin ‏ | 13                   |
| 52                   | Ewen Costiou ‏        | 12                   |
| 53                   | دايفيد ديكر          | لم يكمل السباق-3     |
| 54                   | Raúl García Pierna ‏  | 3                    |
| 55                   | Giosuè Epis ‏         | 47                   |
| 56                   | Baptiste Gillet ‏     | لم يكمل السباق-3     |
| 57                   | Łukasz Owsian ‏       | 25                   |

| TotalEnergies TEN | TotalEnergies TEN | TotalEnergies TEN |
| ----------------- | ----------------- | ----------------- |
| م                 | عداء              | مرتبة             |
| 61                | Sandy Dujardin ‏   | 17                |
| 62                | Valentin Ferron ‏  | لم يكمل السباق-2  |
| 63                | توماس بونيت       | لم يكمل السباق-2  |
| 64                | Alan Jousseaume ‏  | لم يكمل السباق-3  |
| 65                | Lucas Boniface ‏   | 59                |
| 66                | Fabien Grellier ‏  | 42                |
| 67                | Mattéo Vercher ‏   | 52                |

| Van Rysel–Roubaix ‏ VRR | Van Rysel–Roubaix ‏ VRR | Van Rysel–Roubaix ‏ VRR |
| ---------------------- | ---------------------- | ---------------------- |
| م                      | عداء                   | مرتبة                  |
| 71                     | Jérémy Leveau ‏         | لم يكمل السباق-3       |
| 72                     | ايمانويل مورين         | 30                     |
| 73                     | صموئيل لورو ‏           | لم يكمل السباق-1       |
| 74                     | Célestin Guillon ‏      | 24                     |
| 75                     | كيني مولي              | 21                     |
| 76                     | Kévin Avoine ‏          | 27                     |

| إتش بي بي تي بي – أوبير 93 ‏ AUB | إتش بي بي تي بي – أوبير 93 ‏ AUB | إتش بي بي تي بي – أوبير 93 ‏ AUB |
| ------------------------------- | ------------------------------- | ------------------------------- |
| م                               | عداء                            | مرتبة                           |
| 81                              | جيريمي كابوت                    | لم يكمل السباق-3                |
| 82                              | Jérémy Lecroq ‏                  | 35                              |
| 83                              | Joris Delbove ‏                  | 43                              |
| 84                              | Alexandre Delettre ‏             | 23                              |
| 85                              | Nicolas Breuillard ‏             | لم يبدأ-3                       |
| 86                              | Lucas Beneteau ‏                 | لم يبدأ-3                       |
| 87                              | Romain Cardis ‏                  | لم يكمل السباق-3                |

| Nice Métropole Côte d'Azur ‏ NMC | Nice Métropole Côte d'Azur ‏ NMC | Nice Métropole Côte d'Azur ‏ NMC |
| ------------------------------- | ------------------------------- | ------------------------------- |
| م                               | عداء                            | مرتبة                           |
| 91                              | Jonathan Couanon ‏               | لم يكمل السباق-2                |
| 92                              | Paul Hennequin ‏                 | 38                              |
| 93                              | Alexandre Léonien ‏              | 68                              |
| 94                              | Melvin Crommelinck ‏             | 64                              |
| 95                              | Axel Narbonne-Zuccarelli ‏       | لم يبدأ-3                       |
| 96                              | Alexander Konijn ‏               | 49                              |

| Philippe Wagner–Bazin ‏ PWB | Philippe Wagner–Bazin ‏ PWB | Philippe Wagner–Bazin ‏ PWB |
| -------------------------- | -------------------------- | -------------------------- |
| م                          | عداء                       | مرتبة                      |
| 101                        | بيير باربييه               | لم يكمل السباق-2           |
| 102                        | رودي باربير                | لم يكمل السباق-2           |
| 103                        | Quentin Bezza ‏             | لم يبدأ-3                  |
| 104                        | Jens Vandenbogaerde ‏       | لم يكمل السباق-1           |
| 106                        | ألكسيس غيران               | 44                         |
| 107                        | Kasper Saver ‏              | 39                         |

| Lidl-Trek LTK | Lidl-Trek LTK                  | Lidl-Trek LTK    |
| ------------- | ------------------------------ | ---------------- |
| م             | عداء                           | مرتبة            |
| 111           | مادس بيدرسن                    | 1                |
| 112           | اليكس كيرش (طريق و زمني فردي)  | 5                |
| 113           | جوليان برنارد                  | لم يكمل السباق-3 |
| 114           | Jakob Söderqvist ‏              | 8                |
| 115           | Tim Declercq ‏                  | 40               |
| 116           | ريان جيبونز (طريق و زمني فردي) | لم يبدأ-3        |
| 117           | Otto Vergaerde ‏                | 41               |

| Israel-Premier Tech IPT | Israel-Premier Tech IPT | Israel-Premier Tech IPT |
| ----------------------- | ----------------------- | ----------------------- |
| م                       | عداء                    | مرتبة                   |
| 121                     | توم فان أسبروك          | 11                      |
| 122                     | هوغو هوفستيتر           | 36                      |
| 123                     | Riley Sheehan ‏          | لم يبدأ-3               |
| 124                     | Marco Frigo ‏            | لم يبدأ-3               |
| 125                     | Riley Pickrell ‏         | لم يبدأ-3               |
| 126                     | Nadav Raisberg ‏         | 60                      |
| 127                     | Mason Hollyman ‏         | 53                      |

| Team Solution Tech–Vini Fantini ‏ COR | Team Solution Tech–Vini Fantini ‏ COR | Team Solution Tech–Vini Fantini ‏ COR |
| ------------------------------------ | ------------------------------------ | ------------------------------------ |
| م                                    | عداء                                 | مرتبة                                |
| 131                                  | Andrii Ponomar ‏                      | لم يكمل السباق-1                     |
| 132                                  | Antoine Debons ‏                      | لم يكمل السباق-3                     |
| 133                                  | Valentin Darbellay ‏                  | لم يبدأ-3                            |
| 134                                  | Matteo Amella ‏                       | لم يكمل السباق-3                     |
| 135                                  | Jan Stöckli ‏                         | لم يبدأ-3                            |
| 136                                  | Alessandro Iacchi ‏                   | 33                                   |
| 137                                  | Etienne van Empel ‏                   | 26                                   |

| Project Echelon Racing ‏ PEC | Project Echelon Racing ‏ PEC | Project Echelon Racing ‏ PEC |
| --------------------------- | --------------------------- | --------------------------- |
| م                           | عداء                        | مرتبة                       |
| 141                         | Tyler Stites ‏               | 15                          |
| 142                         | Brendan Rhim ‏               | 65                          |
| 143                         | Hugo Scala ‏                 | 48                          |
| 144                         | Richard Arnopol‏             | لم يبدأ-2                   |
| 145                         | Sam Boardman ‏               | 63                          |
| 146                         | سكوت ماكجيل ‏                | لم يكمل السباق-3            |
| 147                         | Cade Bickmore ‏              | 55                          |

| XDS Astana Development Team ‏ AQD | XDS Astana Development Team ‏ AQD | XDS Astana Development Team ‏ AQD |
| -------------------------------- | -------------------------------- | -------------------------------- |
| م                                | عداء                             | مرتبة                            |
| 151                              | Simone Zanini‏                    | 56                               |
| 152                              | Nil Aguilera ‏                    | 67                               |
| 153                              | Jonas Reibsch‏                    | لم يبدأ-3                        |
| 154                              | Andrey Remkhe ‏                   | 45                               |
| 155                              | Rudolf Remkhi ‏                   | 54                               |
| 156                              | Ilkhan Dostiyev ‏                 | 61                               |

| بلترامي تي إس أيه–مارشيول ‏ BTC | بلترامي تي إس أيه–مارشيول ‏ BTC | بلترامي تي إس أيه–مارشيول ‏ BTC |
| ------------------------------ | ------------------------------ | ------------------------------ |
| م                              | عداء                           | مرتبة                          |
| 161                            | Alex Raimondi‏                  | لم يكمل السباق-2               |
| 162                            | Andrea Biancalani‏              | 57                             |
| 163                            | Gabriel Fede‏                   | لم يكمل السباق-3               |
| 164                            | Simone Impellizzeri‏            | لم يكمل السباق-3               |
| 165                            | Nicola Rossi‏                   | لم يكمل السباق-3               |
| 166                            | Michael Vanni‏                  | لم يكمل السباق-2               |
| 167                            | Edoardo Burani‏                 | 66                             |

## التصنيف العام النهائي
| التصنيف العام         | التصنيف العام            | التصنيف العام              | التصنيف العام  | التصنيف العام |
| العداء                | العداء                   | الفريق                     | الوقت          |               |
| --------------------- | ------------------------ | -------------------------- | -------------- | ------------- |
| 1                     | مادس بيدرسن              | Lidl-Trek                  | 11 س 52 د 36 ث |               |
| 2                     | Axel Zingle ‏             | Cofidis                    | + 29 ث         |               |
| 3                     | Raúl García Pierna ‏      | Arkéa-B&B Hotels           | + 29 ث         |               |
| 4                     | دامين توزي               | Decathlon-AG2R La Mondiale | + 1 د 36 ث     |               |
| 5                     | اليكس كيرش               | Lidl-Trek                  | + 1 د 41 ث     |               |
| 6                     | Pierre Gautherat ‏        | Decathlon-AG2R La Mondiale | + 1 د 46 ث     |               |
| 7                     | ألكسيس غوجيراد           | Cofidis                    | + 2 د 02 ث     |               |
| 8                     | Jakob Söderqvist ‏        | Lidl-Trek                  | + 2 د 14 ث     |               |
| 9                     | سام بينيت                | Decathlon-AG2R La Mondiale | + 2 د 38 ث     |               |
| 10                    | Samuel Watson (cyclist) ‏ | Groupama-FDJ               | + 3 د 45 ث     |               |
|                       |                          |                            |                |               |
| مصدر: ProCyclingStats |                          |                            |                |               |

### تصنيف النقاط
| تصنيف النقاط          | تصنيف النقاط             | تصنيف النقاط                | تصنيف النقاط | تصنيف النقاط |
| العداء                | العداء                   | الفريق                      | النقاط       |              |
| --------------------- | ------------------------ | --------------------------- | ------------ | ------------ |
| 1                     | مادس بيدرسن              | Lidl-Trek                   | 50 نقطة      |              |
| 2                     | Axel Zingle ‏             | Cofidis                     | 30 نقطة      |              |
| 3                     | Samuel Watson (cyclist) ‏ | Groupama-FDJ                | 15 نقطة      |              |
| 4                     | توم فان أسبروك           | Israel-Premier Tech         | 10 نقطة      |              |
| 5                     | سام بينيت                | Decathlon-AG2R La Mondiale  | 10 نقطة      |              |
| 6                     | Clément Champoussin ‏     | Arkéa-B&B Hotels            | 10 نقطة      |              |
| 7                     | Tyler Stites ‏            | Project Echelon Racing ‏     | 10 نقطة      |              |
| 8                     | Jérémy Lecroq ‏           | إتش بي بي تي بي – أوبير 93 ‏ | 10 نقطة      |              |
| 9                     | Jakob Söderqvist ‏        | Lidl-Trek                   | 8 نقطة       |              |
| 10                    | Alexandre Delettre ‏      | إتش بي بي تي بي – أوبير 93 ‏ | 8 نقطة       |              |
|                       |                          |                             |              |              |
| مصدر: ProCyclingStats |                          |                             |              |              |

### تصنيف الجبال
| تصنيف الجبال          | تصنيف الجبال   | تصنيف الجبال               | تصنيف الجبال | تصنيف الجبال |
| العداء                | العداء         | الفريق                     | النقاط       |              |
| --------------------- | -------------- | -------------------------- | ------------ | ------------ |
| 1                     | Kévin Avoine ‏  | Van Rysel–Roubaix ‏         | 11 نقطة      |              |
| 2                     | Kasper Saver ‏  | Philippe Wagner–Bazin ‏     | 9 نقطة       |              |
| 3                     | Ewen Costiou ‏  | Arkéa-B&B Hotels           | 5 نقطة       |              |
| 4                     | ألكسيس غيران   | Philippe Wagner–Bazin ‏     | 5 نقطة       |              |
| 5                     | ايمانويل مورين | Van Rysel–Roubaix ‏         | 4 نقطة       |              |
| 6                     | Nans Peters ‏   | Decathlon-AG2R La Mondiale | 3 نقطة       |              |
| 7                     | مادس بيدرسن    | Lidl-Trek                  | 2 نقطة       |              |
| 8                     | اليكس كيرش     | Lidl-Trek                  | 1 نقطة       |              |
| 9                     | ألكسيس غوجيراد | Cofidis                    | 1 نقطة       |              |
| 10                    | كيني مولي      | Van Rysel–Roubaix ‏         | 1 نقطة       |              |
|                       |                |                            |              |              |
| مصدر: ProCyclingStats |                |                            |              |              |

## تصنيف الفرق

### الفرق حسب الوقت
| تصنيف الفرق حسب الوقت | تصنيف الفرق حسب الوقت       | تصنيف الفرق حسب الوقت | تصنيف الفرق حسب الوقت |
| الفريق                | الفريق                      | الوقت                 |                       |
| --------------------- | --------------------------- | --------------------- | --------------------- |
| 1                     | ديكاتلون لا مونديال         | 35 س 41 د 20 ث        |                       |
| 2                     | Lidl-Trek                   | + 26 ث                |                       |
| 3                     | Cofidis                     | + 3 د 13 ث            |                       |
| 4                     | Arkéa-B&B Hotels            | + 4 د 54 ث            |                       |
| 5                     | Israel-Premier Tech         | + 5 د 05 ث            |                       |
| 6                     | Groupama-FDJ                | + 7 د 00 ث            |                       |
| 7                     | إتش بي بي تي بي – أوبير 93 ‏ | + 11 د 10 ث           |                       |
| 8                     | Van Rysel–Roubaix ‏          | + 11 د 56 ث           |                       |
| 9                     | TotalEnergies               | + 19 د 38 ث           |                       |
| 10                    | Philippe Wagner–Bazin ‏      | + 30 د 26 ث           |                       |
|                       |                             |                       |                       |
| مصدر: ProCyclingStats |                             |                       |                       |

## تصانيف فرعية

### تصنيف أفضل شاب
| تصنيف أفضل شاب        | تصنيف أفضل شاب    | تصنيف أفضل شاب                 | تصنيف أفضل شاب | تصنيف أفضل شاب |
| العداء                | العداء            | الفريق                         | الوقت          |                |
| --------------------- | ----------------- | ------------------------------ | -------------- | -------------- |
| 1                     | Pierre Gautherat ‏ | Decathlon-AG2R La Mondiale     | 11 س 54 د 22 ث |                |
| 2                     | Jakob Söderqvist ‏ | Lidl-Trek                      | + 28 ث         |                |
| 3                     | Ewen Costiou ‏     | Arkéa-B&B Hotels               | + 2 د 07 ث     |                |
| 4                     | Lorenzo Germani ‏  | Groupama-FDJ                   | + 2 د 17 ث     |                |
| 5                     | Eddy Le Huitouze ‏ | Groupama-FDJ                   | + 7 د 44 ث     |                |
| 6                     | Thibaut Bernard ‏  | Bingoal WB Devo Team ‏          | + 9 د 11 ث     |                |
| 7                     | Paul Hennequin ‏   | Nice Métropole Côte d'Azur ‏    | + 9 د 20 ث     |                |
| 8                     | Andrey Remkhe ‏    | XDS Astana Development Team ‏   | + 12 د 24 ث    |                |
| 9                     | Giosuè Epis ‏      | Arkéa–B&B Hôtels Continentale ‏ | + 14 د 54 ث    |                |
| 10                    | Jon Rye-Johnsen ‏  | CIC U Nantes Atlantique ‏       | + 15 د 09 ث    |                |
|                       |                   |                                |                |                |
| مصدر: ProCyclingStats |                   |                                |                |                |

## وصلات خارجية
- الموقع الرسمي
- لمحة عن سباق طواف بروفانس 2024 على موقع  ProCyclingStats   (برو  سايكلنج  ستاتس) - إحصاءات  محترفي  الدراجات.
- طواف بروفانس 2024 على موقع إحصائيات الدراجات الإحترافية (الإنجليزية)